# Сучков, Виктор Андреевич
Виктор Андреевич Сучков (1932—2012) — советский физик, лауреат Ленинской премии.

## Биография
Родился 7 декабря 1932 года в с. Липяги ныне Милославского района Рязанской области.
Окончил Ленинградский государственный университет (1956), инженер-механик.
С 1956 г. работал в НИИ-1011 (ВНИИ технической физики имени академика Е. И. Забабахина, г. Снежинск Челябинской области): старший лаборант, младший научный сотрудник, старший научный сотрудник, руководитель группы, главный специалист по тематическому направлению, руководитель лаборатории расчетов взрывных процессов.
Кандидат физико-математических наук (1967), диссертация:
- Применение метода дифференциальных связей к задачам газовой динамики : диссертация … кандидата физико-математических наук : 01.00.00. — [Новосибирск], 1966. — 117 с. : ил.

Сфера научных интересов — численное решение задач механики сплошной среды на ЭВМ, получение точных результатов при решении многомерных уравнений газовой динамики.

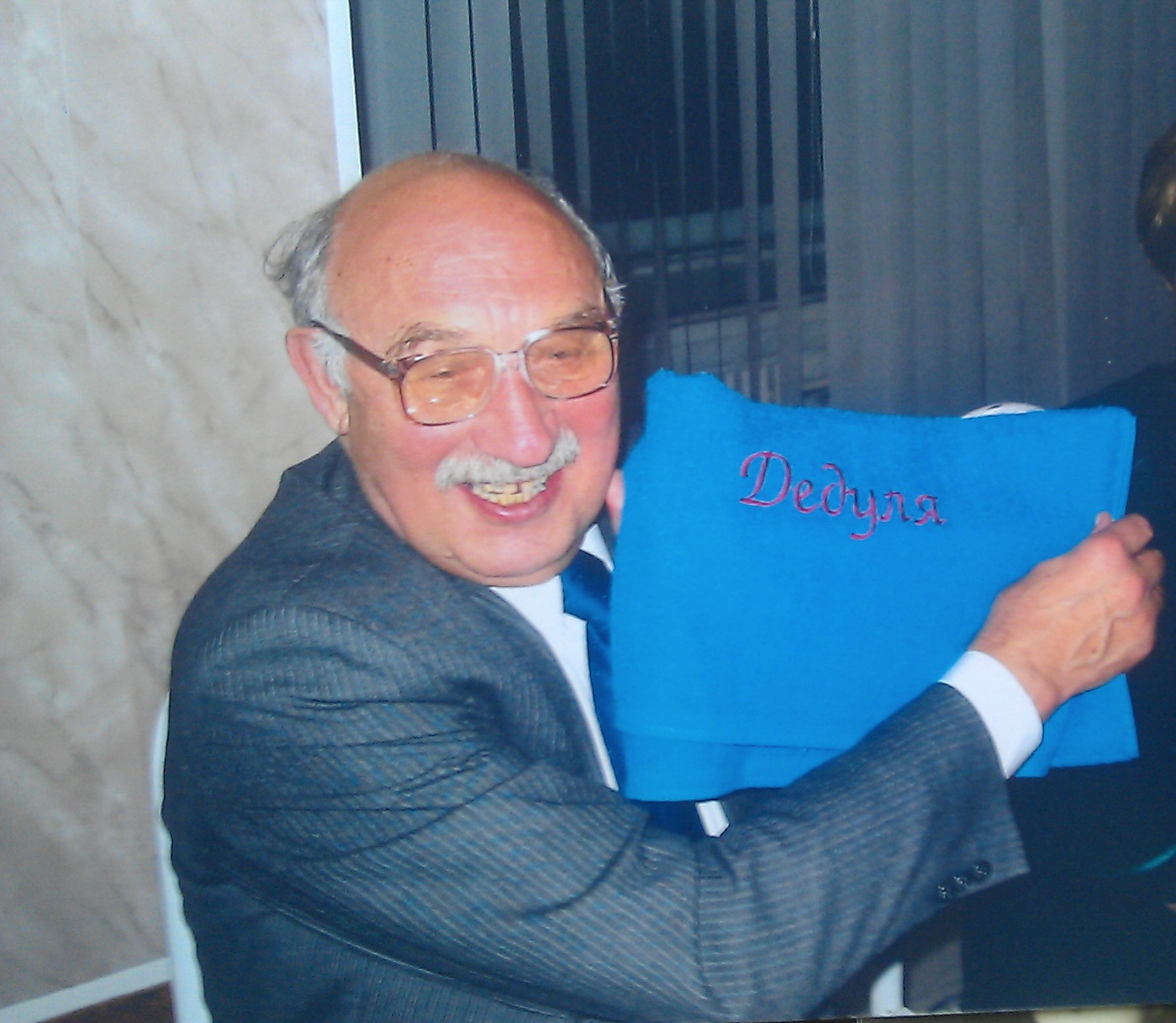

Один из авторов метода расщепления при решении разностных уравнений. Под его руководством разработаны двух- и трёхмерные методики расчёта задач механики сплошной среды, и на их основе — комплекс программ «ГРАД».
Лауреат Ленинской премии (1984).

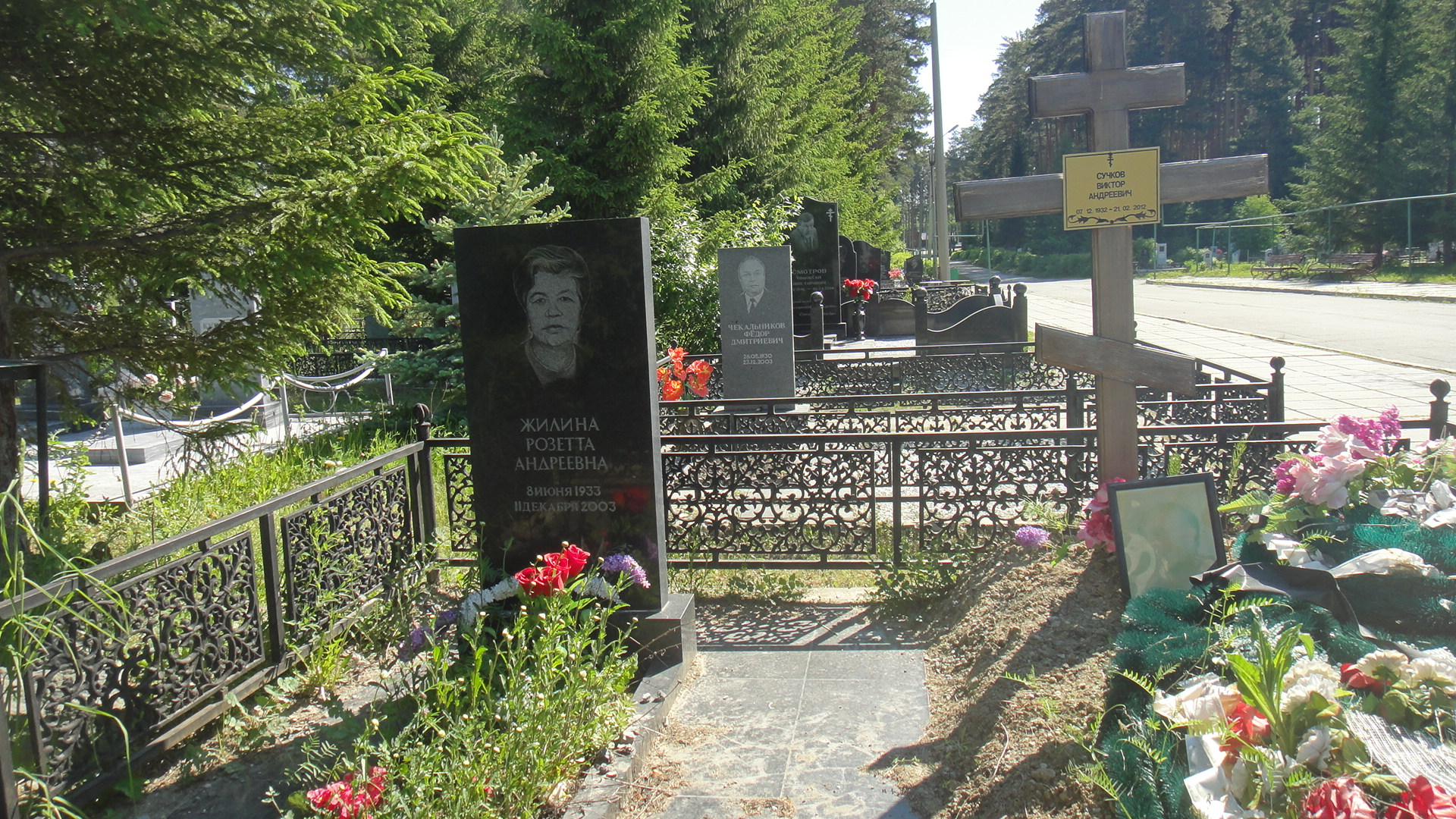
могилы супругов
Р. Жилиной и В. Сучкова

Похоронен в Снежинске на Городском кладбище.
Жена — Розетта Андреевна Жилина (1933—2003) — математик-программист, лауреат Государственной премии СССР (1988).